# Ököritófülpös, Szabolcs-Szatmár-Bereg
Ököritófülpös  este un sat în districtul Mátészalka, județul Szabolcs-Szatmár-Bereg, Ungaria, având o populație de 1.877 de locuitori (2011). 

## Demografie
Componența etnică a satului Ököritófülpös
     Maghiari (92,83%)
     Romi (6,73%)
     Români (0,45%)
Componența confesională a satului Ököritófülpös
     Reformați (62,92%)
     Fără religie (4,37%)
     Romano-catolici (2,34%)
     Greco-catolici (1,55%)
     Necunoscută (28,82%)
     Alte religii (0,64%)
Conform recensământului din 2011, satul Ököritófülpös avea 1.877 de locuitori. Din punct de vedere etnic, majoritatea locuitorilor (92,83%) erau maghiari, cu o minoritate de romi (6,73%).  Din punct de vedere confesional, majoritatea locuitorilor (62,92%) erau reformați, existând și minorități de persoane fără religie (4,37%), romano-catolici (2,34%) și greco-catolici (1,55%). Pentru 28,82% din locuitori nu este cunoscută apartenența confesională.